# 斯科特·曼

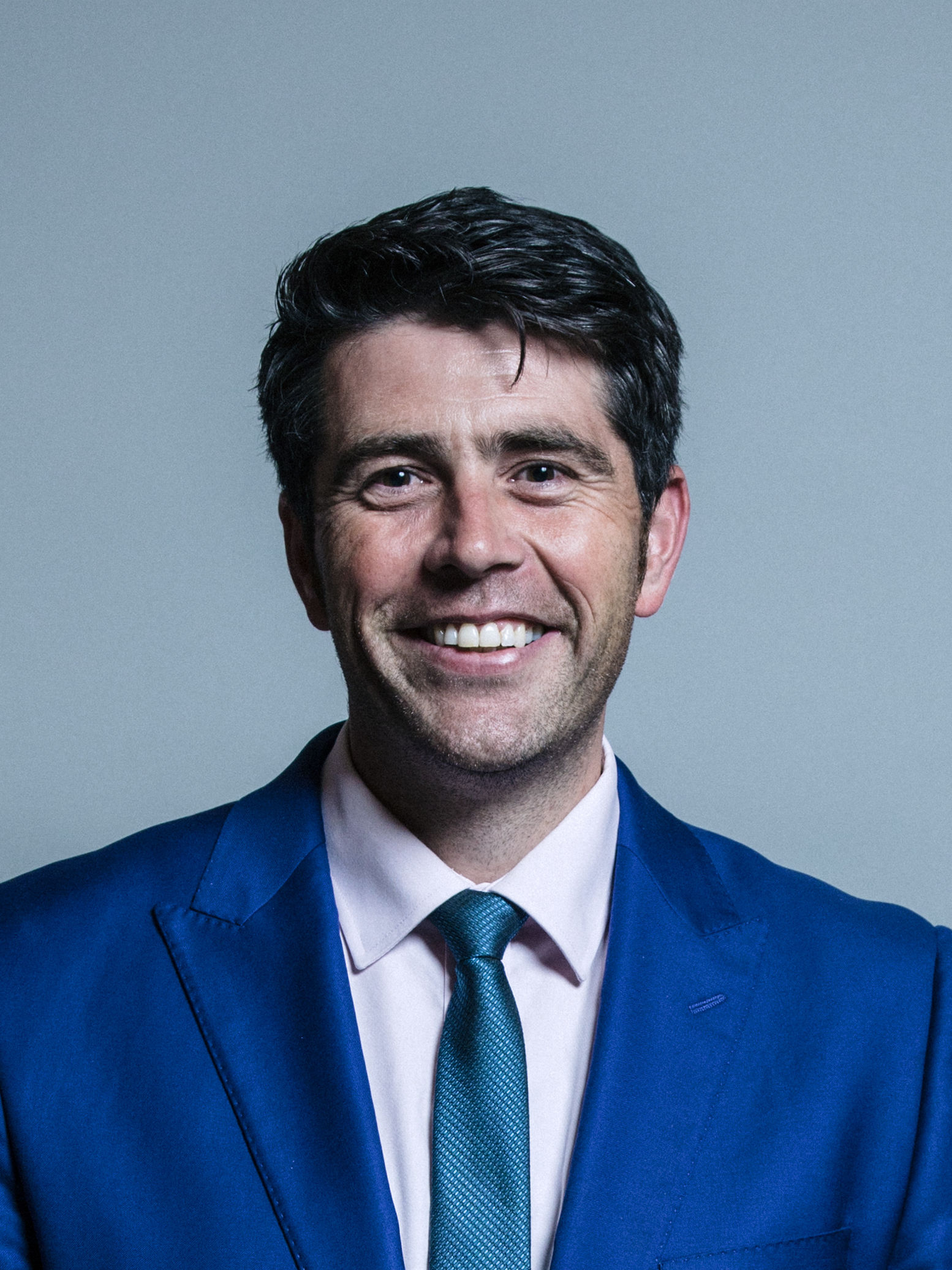
斯科特·曼

斯科特·曼（英語：Scott Mann，1977年6月24日—）是一位英格蘭政治人物，他的黨籍是保守黨。自2015年開始，他擔任北康沃爾選區選出的英國下議院議員。他也是康沃爾郡議會的議員。